# Faux timbre
Pour les timbres préoblitérés, voir Timbre CTO.
Un faux timbre est un timbre-poste réalisé de manière illégale pour tromper soit l'autorité émettrice (un État, une administration postale), soit les collectionneurs dans le cas de pièces de collection. L'objectif du faussaire peut être l'appât du gain, mais aussi la prouesse artistique (Jean de Sperati parlait de « philatélie d'art ») ; la propagande peut également animer la création de faux pour tromper la poste.

## Objectifs de la falsification

### Faux pour tromper la poste
Le premier but est de tromper l'autorité postale en utilisant de faux timbres sur l'affranchissement du courrier au lieu des timbres-poste officiels.
Le faussaire peut appartenir à un réseau dont le but est de vendre à bas prix ces timbres à des revendeurs qui les cèderont au public à un prix proche du tarif normal.
Ces faux ont leur place dans une collection car ils ont un intérêt philatélique et ont souvent une valeur supérieure aux timbres authentiques.
Quelques exemples de timbres classiques falsifiés :
- le One shilling vert à l'effigie de la reine Victoria est l'objet d'une fraude par un télégraphiste de la Bourse de Londres dans les années 1870 : il gardait les vrais timbres et affranchissait les télégrammes avec des faux. Il aurait ainsi détourné 10 000 livres sterling.
- En France, des timbres au type Cérès, Sage, Semeuse, Pasteur, Paix ; Marianne de Béquet, de Briat et de l'Europe.

### Faux de propagande et de guerre

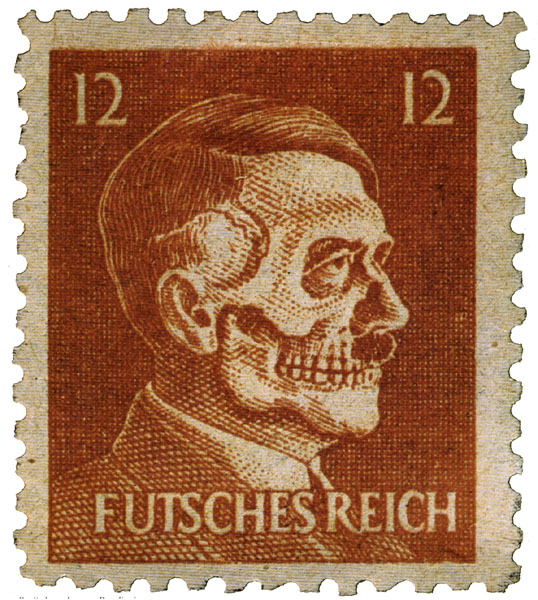
Faux timbre « Futsches Reich » de l'opération Corn Flakes en 1945.

Au cours de guerres, dans le cadre d'opération de propagande à destination de la population ennemie, des armées impriment de faux timbres-poste pour affranchir ces courriers. Les timbres peuvent être le plus rigoureusement identiques aux vrais. Une différence volontaire peut avoir un but de propagande, comme c'est le cas des faux-timbres allemands émis par les Alliés dans le cadre de l'opération Corn Flakes en 1945.
Le plus souvent, en temps de paix, les mouvements politiques ou indépendantistes recourent sur le courrier à des vignettes et des porte-timbres imitant les atours d'un timbre-poste (dentelure, nom du pays, valeur faciale).
En France, les F.F.I ont produit un faux timbre à l'effigie de Pétain.

### Faux pour tromper les collectionneurs
Des faux sont également réalisés pour tromper les collectionneurs selon trois perspectives.
La première est la création d'imitations de timbres cotés, souvent rares. Cependant, il existe des copies de timbres qui ont une cote inférieure à 10 €.
La seconde comprend les trucages d'un timbre authentique pour le faire passer pour un autre. Le faussaire ajoute une surcharge ou une oblitération ou encore altère chimiquement le timbre pour en modifier les couleurs. Ce peut être aussi une réparation non signalée à l'acheteur : regommage d'un timbre neuf, réparation de dents usées, replaquage (pour cacher un aminci), repiquage (pour faire disparaître un défaut de denture).
Un tel faux n'est pas sans valeur et peut servir à bâtir une collection de référence. A titre d'exemple, un faux Spérati du n°18 de France (cote oblitéré = 3200 €) peut se vendre jusqu'à 200 € (prix constaté sur une vente à prix nets)
Enfin, certains faux étaient vendus en tant que fac-similés pour boucher des trous à petits prix pour des collectionneurs modestes.

## Méthodes
Comme pour la fausse monnaie, la création de faux timbres-poste nécessite la reproduction, par les faussaires, du processus de fabrication : choix du papier et de l'encre, gravure et impression, fabrication de la dentelure.
Certains cas interrogent sur la récupération du matériel d'imprimerie inutilisé et qui n'a pas été détruit.
Jean de Spérati utilisait du papier authentique (marges ou borde de feuilles) qu'il blanchissait par la suite. 

## Parades
Les administrations postales et les imprimeurs de timbres-poste tentent, dès le processus de création du timbre, d'empêcher le travail de falsification depuis l'introduction du timbre postal en 1840. Pour les pièces anciennes, les collectionneurs doivent s'en remettre à la connaissance et à l'expertise pour reconnaître les faux des authentiques.

### Le papier
Le filigrane est utilisé très tôt dans l'histoire philatélique. Il y a aussi l'utilisation de papier avec fragments de fils de soie, de papier vergé...

### La méthode d'impression
Parce qu'elle nécessite une maîtrise de la gravure, la taille-douce est une méthode d'impression choisie pour tenter de rendre plus difficile la reproduction d'un timbre. Le premier timbre émis, le Penny Black, est aussi le premier imprimé avec cette méthode. 
Des timbres en héliogravure et en offset ont la réputation de pouvoir être reproduits avec ressemblance par des imprimantes perfectionnées.

### La dentelure
Avec le perfectionnement des machines perforatrices, des dentelures irrégulières (variation du diamètre du trou sur un même timbre) ont fait leur apparition à la fin du XXe siècle.
Au Royaume-Uni, Royal Mail a introduit une perforation elliptique dans la moitié inférieure latérale de ces timbres pour rendre plus difficile la reproduction de la dentelure. La solution est proposée par l'imprimeur Harrison and Sons. Postes Canada a introduit une perforation en forme de feuille d'érable sur des émissions conjointes en 2005 et 2007.
Les timbres autocollants sont conditionnés avec une dentelure comme les timbres gommés. Ondulée ou identique à une dentelure classique, elle permet de mieux détacher les timbres du support et aussi de gêner le travail des faussaires qui peut être facilité par timbres autocollants aux côtés rectilignes.

### L'expertise philatélique
La consultation d'un expert philatélique aide le collectionneur à pouvoir authentifier un timbre, une pièce de collection ou une marque postale. 
L'expert philatélique appose sa signature selon un code précis au dos de la pièce expertisée. Néanmoins, un certificat d'authenticité permet d'assurer la validité de l'expertise à un moment donné. En effet, le timbre peut être modifié après apposition de la signature d'expert sur le papier, voire le cachet de cette signature peut servir frauduleusement ou avec légèreté.
Cependant, dans beaucoup de cas, les faux sont grossiers et il suffit de comparer le timbre étudié à un original. On peut donc éliminer un certain nombre de faux facilement. Comme le dit l'expert français Jean-François Brun, il est facile de dire qu'un timbre est faux mais il est difficile d'affirmer qu'il est authentique. 

## Faussaires célèbres
- Jean de Sperati
- François Fournier